# Radio BIP
Radio BIP (Bisontină, Independentă și Populară) este un radio FM⁠(d) francez local și asociativ, activ în Besançon și în Franche-Comté. Lansat inițial ca un radio pirat în perioada 1977-1978, a fost reînființat în 1981 și a devenit un „radio liber”. După patruzeci și trei de ani de existență, continuă să se caracterizeze prin independența sa, refuzul de a accepta finanțare publicitară și un spațiu important acordat partidelor politice și lumii asociative. Pe lângă activitățile sale tradiționale, s-a dezvoltat și pe canale video și scrise din 2015 prin entitatea Média 25. Prin acest mijloc, a devenit recent o referință pentru mișcările sociale⁠(d) și alternative din regiune, alimentând mai multe dosare semnificative în acest sens.

## Istoric

### Radio pirat (1977-1978)
Radio BIP a fost lansat în 1977 sub numele de Radio 25, în special sub îndrumarea militantului altermondialist Jean-Jacques Boy. Emitea atunci ilegal ca un radio pirat din terasa apartamentului lui Henri Lombardi, un alt fondator care locuiește în cartierul 408.... Deși ajungea la doar câteva zeci de ascultători la început, se înscrie în contextul național și internațional al anilor 1970, revendicând o libertate de exprimare mai largă și sfârșitul monopolului de stat în domeniul radioului și televiziunii. Ea devine rapid una dintre frecvențele comtoise cele mai supravegheate de Prefectură și de serviciile de informații teritoriale, așa cum dezvăluie notele arhivate la Arhivele Departamentale din Doubs.
Dincolo de caracterul său esențial „subversiv”, tonul deschis ostil față de putere și abordarea altor teme, cum ar fi mișcările sociale, drepturile imigranților sau ecologia, îngrijorează autoritățile. Radio-ul era monitorizat zilnic, iar actorii săi erau urmăriți fizic de agenți, ceea ce îi determină să emită mobil, din coline și păduri, în special în apropierea fortului Chaudanne. Într-o perioadă încă marcată de simbolul Lip, și în timp ce radioul se implică în controversa proiectului canalului mare, profilul „underground” al voluntarilor și simpatizanților, precum și notorietatea crescândă a mass-mediei, conduc forțele de ordine să întrerupă definitiv emisiunile. Mai mulți actori ai radioului sunt în cele din urmă arestați, echipamentul este confiscat, iar proiectul este oprit înainte de a sărbători primul său an de activitate. Totuși, acțiunea a stârnit indignarea și susținerea unei părți semnificative a populației.
Patru dintre animatori, Benoit Roche, douăzeci și patru de ani, educator, Jean-Paul Marthey, treizeci de ani, muncitor, Ghislaine Seguin, douăzeci și trei de ani, educatoare, și Gérard Pomez, douăzeci și șase de ani, agent de servicii, sunt condamnați pe 14 martie 1980 de către Tribunalul de Mare Instanță din Besançon la o amendă de 5 000 franci cu suspendare pentru difuzare clandestină pe undele FM, precum și la plata unui franc simbolic drept daune morale către TéléDiffusion de France (TDF), în calitate de arte civilă.

### Radio liber (din 1981)
Nucleul care compunea Radio 25 se reunește în 1981, odată cu liberalizarea undelor, și reînființează un radio liber pe 03 iunie 1981 sub numele de Radio BIP{ (acronim pentru „Bisontină, Independentă și Populară”). Inițial, se instalează la 77 rue Battant, iar în 1983 se mută pe rue de la Viotte, în cartierul les Chaprais, aproape de Gara Besançon-Viotte, locație care servește și astăzi ca sediu. În 1983, asociația număra până la patru angajați, dar curând perioada a fost marcată de instabilitate în numărul de voluntari și dificultăți financiare. Cu toate acestea, mass-media a păstrat și a întărit valorile sale inițiale de independență și impertinență, lucrând pentru a 
„dă voce celor care nu o au.”
 Interviurile de stradă, dezbaterile politice și sociale, precum și acoperirea manifestațiilor, au rămas privilegiate.
Actorul Jérôme Bertin și-a început cariera aici, găzduind o emisiune în 1985. În 1991, implicarea Radio BIP a fost lăudată în mod special de către deputatul și primarul socialist Robert Schwint și de consiliul municipal al vremii, care i-au acordat o subvenție excepțională. Asociația a fost de asemenea printre semnatarii unui apel de a manifesta împotriva Frontului Național, care a adunat peste 50.000 de persoane pe 29 martie 1997 la Strasbourg. O poziție asumată și în 2022, când redacția își afișează deschis opoziția față de ideile extremei drepte. Christine Relange, președinte între 2000 și 2015, a creat o frescă notabilă despre vechii muncitori de la Rhodiacéta și a realizat o cronică de cinema amplă.
În iunie 2015, radio BIP a fost restructurat. Claude Melzi, președinte la acea vreme, a demisionat din funcție. O fostă jurnalistă, Dominique Goetz, actuală directoare de programe, a reorganizat întregul post. Henri Lombardini, cofondator, a devenit președinte începând cu 2016, după plecarea predecesorului său, numit interimar. Noua echipă a revigorat astfel radioul, consolidând spiritul și formatul său original; elementele clasice au fost păstrate, precum mai multe programe istorice și anumite evenimente cronice, în timp ce spații noi au fost destinate exprimării libere, în special tinerilor din cartiere sau minorităților.

### Evoluția recentă (din 2015)
Începând cu 2015, radio BIP a evoluat pe mai multe canale: audio pe frecvența sa (96.9FM, Grand Besançon), scris cu dezvoltarea site-ului dedicat știrilor locale, precum și punerea la dispoziție a podcasturilor și emisiunilor FM (radiobip.fr), și video sub numele de Média 25 cu un accent semnificativ pe transmisii live (direct.m25.fr).
Această ofertă corespunde unei perioade de creștere și radicalizare a mișcărilor sociale și politice din Franța, în special de la opoziția față de "legea muncii" din 2016. În cadrul unei blocade a consiliului de administrație al Universitatea din Franche-Comté la Besançon pe 14 februarie 2017, un prim dosar a permis emergența completă a radioului în domeniul mediatic. Singura captură internă a acestor evenimente, realizată de jurnalista Emma Audrey, a fost vizionată intens, dezbătută și distribuită pe rețelele sociale și alte medii locale și regionale.
Această abordare a continuat pe deplin în timpul mișcarea „Vestele galbene” începând cu 17 noiembrie 2018. Cu toate acestea, pentru prima dată, un fotograf voluntar pe teren a fost agresat într-un incident cu conotație rasistă. Cu toate acestea, echipele Radio BIP/Média 25 au câștigat o mare încredere, exprimată deschis în rândul manifestanților, într-un moment în care multe alte mass-media erau criticate vehement.
În noaptea dintre 1 și 2 mai 2022, asociația a fost ținta unui jaf, majoritatea echipamentului video fiind furat, cu un prejudiciu de aproximativ 10.000 de euro. Cu o zi înainte de Ziua mondială a libertății presei, acest incident a fost deosebit de greu resimțit, deoarece a suspendat întreaga muncă de teren și a afectat grav finanțele deja fragile ale radioului. Mai mult decât atât, se înscrie într-un context de violențe recurente care au vizat specific Radio BIP, o ostilitate pe care redacția o atribuie pozițiilor sale umaniste, în opoziție cu extrema dreaptă locală. 
În timpul revoltele legate de moartea lui Nahel Merzouk din noaptea dintre 29 și 30 iunie 2023 la Planoise, doi jurnaliști de la Radio BIP/Média 25 au fost răniți de către participanți la revolte.

### Prietenii Radio BIP (2022)
Pentru a ajuta la soluționarea problemelor recurente de finanțare, asociația Les Amis de Radio BIP a fost creată în 2022. Voluntarii au fost însărcinați să organizeze colecte de fonduri, seri de sprijin și diverse evenimente sau vânzări pentru a obține mai multe donații și pentru a susține radioul. Radioul este o asociație recunoscută de utilitate publică, astfel încât donațiile sunt eligibile pentru o reducere de impozit de până la 66% din suma donată.

## Cazuri și dosare notabile

### Bătăile unui manifestant
Pe 29 martie 2019 la Besançon, între 500 și 1.000 de participanți au luat parte la „actul 20” al Mișcarea vestelor galbene. În timp ce Prefectura susține că elemente rebele erau prezente prin 
„infiltrarea a douăzeci-treizeci de black-blocs”
, o intervenție a poliției a încercat să disipeze întregul marș la nivelul City-CLA. Jurnalista Emma Audrey a filmat și distribuit în timpul acestei intervenții scenele de bătaie asupra unui manifestant de douăzeci și doi de ani, aparent pacific, declanșând o polemică națională. Prefectul din Doubs, Joël Mathurin, a reacționat discreditând lectura evidentă a imaginilor și susținând că este vorba despre un individ 
„care facea obstrucție forțelor de ordine”
 și 
„încerca să ridice o grenadă lacrimogenă căzută la picioarele sale.”
 Totuși, a retractat în mai puțin de 24 de ore și a sesizat Inspectoratul General al Poliției Naționale (IGPN), în timp ce o plângere a fost depusă de către victimă, iar secvența s-a dovedit a fi acuzatoare pentru autorități.

Syndicatul local al poliției și ministrul de interne Christophe Castaner au menținut însă versiunea inițială, precizând totuși că actul de violență al funcționarului afectat de Brigada Anti-Criminalitate (BAC) nu a fost intenționat. La sfârșitul anului 2019, procedurile au fost clasate de procurorul Republicii din Besançon, Étienne Manteaux, care a considerat că agentul 
„nu a avut intenția de a comite un act culpabil”
. Această decizie a provocat furie și dezaprobare din partea unor instituții. După un apel sub îndrumarea avocatului Arié Alimi, funcționarul a fost în cele din urmă judecat și condamnat pe 11 februarie 2022 pentru „violențe voluntare cu armă de către un deținător al autorității publice. »

### Altercația de pe cheiul Veil-Picard
Pe 13 aprilie 2019 la Besançon, a avut loc o altercație în marja „actului 22” al mișcării vestelor galbene. Un colaborator al Radio BIP/Média 25 a fost luat la rost pe cheiul Veil-Picard de un trecător aflat în stare de ebrietate, care a spus că „s-a săturat de manifestații” și, confundându-l cu un participant, l-a amenințat și l-a lovit în mod repetat. S-a format o mișcare de mulțime, individul neputând fi raționat sau stăpânit în timp ce loviturile erau schimbate. Pe 20 mai 2019, protagoniștii, inclusiv un alt corespondent independent de la Factuel.info, au fost chemați la secția de poliție și reținuți pentru „violențe voluntare în grup. » Cele două redacții au denunțat o represiune împotriva mass-mediei lor și au fost susținute de către profesioniști (Sindicatul national al journalistilor (SNJ), Sindicatul national al journalistes CGT (SNJ-CGT), Edwy Plenel, Hervé Kempf, Denis Robert...), personalități intelectuale și politice (Anne Vignot, Barbara Romagnan, Marie-Guite Dufay, Jérôme Durain, Gabriel Amard, Michel Antony, Nicolas Bourgoin, Serge Quadruppani, Dominique Vidal, Aurélie Trouvé, Berth (caricaturist), Maxime Renahy…), sau chiar organizații locale și regionale (Liga Drepturilor Omului Franța (LDH), Federatia sindicala unitara (FSU), Force ouvrière (FO), Confederația Generală a Muncii (CGT), Europa Ecologie Verzii (EÉLV)…). Pe 9 martie 2020, a avut loc procesul în primă instanță, recunoscând toți inculpații, inclusiv jurnaliștii, vinovați, aceștia fiind condamnați la două luni de închisoare cu suspendare. Doar unul dintre aceștia a făcut apel și a fost rejudecat pe 4 mai 2021 la Curtea de Apel din Besançon, primind în cele din urmă o amendă de 150€ pe 22 iunie 2021.
Anchete asupra extremei drepte
Această organizație media se remarcă și prin anchetele sale legate de extrema dreaptă locală. Astfel, documentează cazul unui comando naționalist care a comis acte de violență împotriva unui grup feminist pe 31 ianuarie 2021 la Dijon.
În timpul unei agresiuni violente petrecute în noaptea de 31 ianuarie spre 1 februarie 2021 la Besançon, Radio BIP/Média 25 a reușit să expună clar caracterul rasist al atacului, scoțând la iveală trecutul singular al agresorului. Acesta s-a dovedit a fi un neonazist convins, trecut prin diverse grupări, inclusiv Frontul Comtois, înainte de a se alătura Batalionul Azov în timpul Războiul din Donbas. Judecat în regim de ante-punere sub acuzare, circumstanța agravantă a discriminării a fost recunoscută, iar agresorul a fost condamnat la doi ani de închisoare.
Pe 24 iulie 2021, în timpul manifestațiilor împotriva pașaportului sanitar la Besançon, un jurnalist de la redacția Radio BIP/Média 25, responsabil cu subiectele legate de extrema dreaptă, a fost lovit și amenințat de un membru important al mișcării Terre et Peuple. Incidentul, filmat, a motivat o plângere și a fost denunțat de "Syndicat national des journalistes CGT" (SNJ-CGT) și RSF. De atunci, mass-media a fost în mod regulat ținta acestei mișcări, inclusiv prin afișe și inscripții pe sediu, precum și valuri de hărțuire și insulte, în special pe rețelele sociale. Această realitate a fost denunțată în mod repetat de sindicate, care au raportat presiuni, degradări și alte agresiuni ce au avut loc timp de peste un an, fără consecințe din partea autorităților polițienești și judiciare.

### Centre Diocésain și gara Viotte

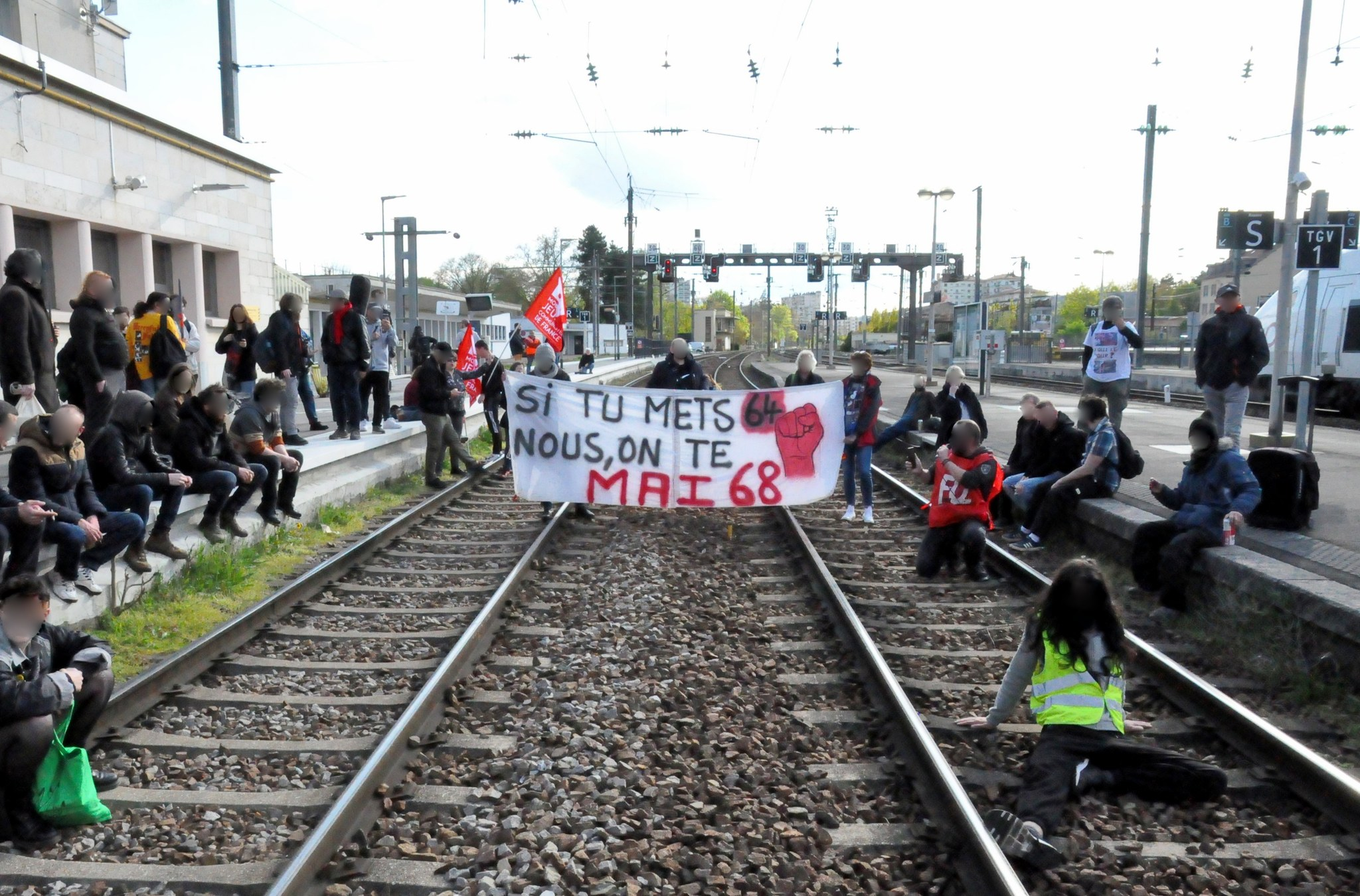
Imagine a blocajului la Gara Besançon-Viotte, pe 20 aprilie 2023.

Pe 30 ianuarie și 20 aprilie 2023, un jurnalist de la Radio BIP/Média 25 a acoperit două manifestații: prima a fost o protestă împotriva organizării unei conferințe a "Alliance VITA" la Centrul "Diocésain", iar a doua a fost o acțiune de distribuire de pliante împotriva reformei pensiilor la Gara Besançon-Viotte. Parchetul a considerat că simpla sa prezență constituie o infracțiune, motiv pentru care a fost reținut și trimis în fața tribunalului pentru „împiedicarea exercitării libertății de întrunire prin mijloace violente sau concertate”, „obstrucționarea circulației feroviare”, „intrarea neautorizată într-un spațiu feroviar” și „refuzul de a se supune testelor de identificare biometrică. » Judecat pe 30 iunie următorul an, pentru cazurile privind gara SNCF, pe 13 iulie a fost achitat pentru obstrucționare, dar găsit vinovat și condamnat pentru intrare ilegală și refuzul de identificare biometrică, primind o amendă simbolică de un euro. Situația a fost denunțată de numeroși observatori („Syndicat national des journalistes” (SNJ), „Syndicat national des journalistes CGT” (SNJ-CGT), „Union syndicale des journalistes CFDT” (USJ-CFDT), SGJ-FO, Comitetul pentru Protecția Jurnaliștilor, Liga Drepturilor Omului (Franța) în special cu privire la declarațiile procurorului Republicii, Étienne Manteaux, care a considerat că legitimația de presă internațională a Federația Internațională a Jurnaliștilor (FIJ) nu este recunoscută, sau motivările judecătorilor care au estimat că „reportajul nu necesita prezența pe liniile feroviare.”

### Alte evenimente și cazuri diverse
Pe 12 ianuarie 2019, în marja „actului 9” al mișcarea vestelor galbene, au avut loc ciocniri la marginea gării "Viotte". Un corespondent pentru Factuel.info ar fi fost vizat de Flash-Ball, ceea ce a motivat depunerea unei plângeri împotriva agenților Brigada Anti-Criminalitate (BAC) implicați. Prefectura a negat ferm utilizarea acestei arme, dar Radio BIP a colectat mărturii și a documentat o rănire gravă care a forțat autoritățile să recunoască utilizarea lansator de bile de apărare (LBD).
Pe 14 iulie 2019, în timpul sărbătorii naționale la Besançon, parada militară și ceremonia au fost perturbate de un grup de veste galbene. Aproximativ cincisprezece manifestanți, printre care și un colaborator de la Radio BIP, deși legitimați și identificați în mod legal, au fost escortați afară, reținuți și duși la secția de poliție pentru o verificare a identității.
Pe 16 noiembrie 2019, veste galbene au sărbătorit primul lor aniversar pe un sens giratoriu din Besançon. După evacuarea rapidă, un reporter de la Radio BIP a fost luat în vizor de noul director al poliției din Direcția Centrală de Securitate Publică (DDSP), Mickel Klein, care a încercat să obstrucționeze transmisiunea sa live și a ordonat arestarea acestuia pentru purtarea unei măști de gaze. A fost audiat la secția de poliție luni dimineața, iar toate acuzațiile au fost abandonate.
Pe 25 ianuarie 2020, a avut loc un miting în sprijinul a două veste galbene reținute, desfășurat în fața comisariatului din Besançon. Când forțele de ordine au decis dispersarea mulțimii, un polițist a fost înregistrat făcând afirmații insultătoare, homofobe și amenințătoare, lucru surprins de jurnalista Emma Audrey. Asociații și sindicate au protestat, precum Flag !, iar Prefectura a trimis rapid cazul la Inspectoratul General al Poliției Naționale Franceze (IGPN).

## Informații legale și identitate
Statut și organizare
Radio BIP este o asociație de tip « lege 1901 » recunoscută ca asociație de interes public. Este structurată în jurul a două salariate cu normă întreagă, angajate în Contract de muncă pe durată nedeterminată în dreptul francez (CDI), precum și în jurul a aproximativ treizeci de membri și tot atâția voluntari. Aceștia din urmă sunt cei care organizează majoritatea activităților asociative și radiofonice, asigurând, de asemenea, o bază financiară prin contribuțiile lor. Deciziile sunt luate într-un mod colegial, aplicându-se un principiu de orizontalitate între toți membrii. Refuzând finanțarea prin publicitate, bugetul anual de 90 000 de euro este repartizat între fondul de susținere a expresiei radiofonice (FSER) al Ministerului Culturii, un fond obligatoriu pentru radiourile FM de categoria A (asociative), mesajele de interes general (MIG) și alte contribuții (mai puțin de două treimi din donațiile ascultătorilor și contribuțiile membrilor). Acest echilibru precar, atât în ceea ce privește resursele umane, cât și mijloacele materiale, constituie, de asemenea, identitatea și bogăția acestui mediu.
Licențe și difuzare
Consiliul Superior al Audiovizualului Franța a recunoscut Radio BIP drept licențiat al unui Radio în Franța de categorie A (asociativ), în 2007, 2008, 2012, și 2017, precum și în DAB+ începând cu 1 ianuarie 2020. Audiența sa a fost estimată la 6 000 000 de vizite unice pe an pe toate canalele în 2018 (inclusiv toate rețelele sociale, site-ul internet și transmisiile prin internet, audio și video).
Programare
...
Emisiuni vechi
- "Poduri, nu ziduri" („Des ponts pas des murs”), emisiune realizată de Colectivul de Apărare a Drepturilor și Libertăților Străinilor (CDDLE) și prezentată de Jean-Jaques Boy;
- "Deschideti grota" („Ouvrons la Caverne”), emisiune prezentată de filozofa Jeanne Neri și Christiane.

Emisiuni actuale
Logo-uri vechi

1977-1978.1977-1978[90].
1981-1982.1981-1982[90].
1982-1989.1982-1989[90].
1989-1990.1989-1990[90].
1990-1993.1990-1993[90].
1993-1996.1993-1996[90].
1996-1998.1996-1998[90].
1998-2000.1998-2000[90].
2000-2010.2000-2010[90].
2010-2015.2010-2015[90].